# Nereju
Nereju è un comune della Romania di 4 444 abitanti, ubicato nel distretto di Vrancea, nella regione storica della Moldavia. 
Il comune è formato dall'unione di 5 villaggi: Brădăcești, Chiricani, Nereju, Nereju Mic, Sahastru.